# Миленко Ігор Якович
Ігор Якович Миленко — радянський і український композитор, режисер, сценарист, актор. Член Національної спілки кінематографістів України.

## Життєпис
Народився 13 грудня 1960 р. у Запоріжжі. Закінчив запорізьку СШ № 31 та Київський інститут культури (1982).

## Доробок
Автор музики до художніх фільмів:
- «Посилка для Маргарет Тетчер» (1990)
- «Панове, врятуймо місяць» (1990)
- «Проект „Альфа“» (1990)
- «Прокинутись у Шанхаї» (1991)
- «Про шалене кохання, Снайпера і Космонавта» (1992)
- «Похмурий ранок» (1992)
- «Будемо жити!» (1995)
- «Російський народний трилер» (1996)
- «Зефір в шоколаді» (1994)
- «Усім привіт» (1999)[2]
- «Якщо я не повернусь» (2001)

Автор сценаріїв та режисер художніх фільмів «Похмурий ранок», «Російський народний трилер».